# The Four Preps
The Four Preps son un cuarteto de música popular americana. Durante las décadas de los 50, 60 y 70 recibieron tres discos de oro y tuvieron ventas millonarias con sus sencillos "26 Miles," "Big Man," "Lazy Summer Night," y "Down by the Station." 
The Four Preps aparecieron en numerosas series y programas de televisión, entre las que cabe destacar los cuatro años que acompañaron a Ricky Nelson en Las Aventuras de Ozzie y Harriet, así como la participación en la película Gidget junto a Sandra Dee. Su última aparición en televisión tuvo lugar en 2004 dentro del programa especial de la PBS, Magic Moments: The Best of 50s Pop.

## Formación original
- Bruce Belland, vocalista principal (nacido el 22 de octubre de 1936, Chicago, Illinois)
- Ed Cobb, bajo (nacido Edward C. Cobb el 28 de febrero de 1938 y fallecido el 19 de septiembre de 1999)
- Marv Ingram, tenor (nacido Marvin Inabnett el 29 de julio de 1938 y fallecido el 7 de marzo de 1999)
- Glen Larson, barítono (nacido Glen Albert Larson el 3 de enero de 1937 en Los Ángeles, California y fallecido el 14 de noviembre de 2014)

## Historia
Los cuatro miembros originales eran estudiantes del Hollywood High School cuando firmaron un contrato discográfico con Capitol Records, tras ser descubiertos por un ejecutivo de la compañía en un talent show en 1956. Tuvieron su primer éxito en listas ese mismo año con "Dreamy Eyes". Entre 1956 y 1964 consiguieron entrar en las listas Billboard con trece sencillos. Su primera actuación en televisión data de 1957 junto a Lindsay Crosby en el programa The Edsel Show. 
Su mayor éxito comercial llegó con el tema "26 Miles (Santa Catalina)," escrito por Belland y Larson en 1957 y que llegó hasta la posición número 2 de las listas norteamericanas el año siguiente. El sencillo vendió más de un millón de copias, lo que les valió la concesión de su primer disco de oro. En aquella época aparecieron junto a, Ricky Nelson durante la hora del almuerzo en el Hamilton High School interpretando "Blue Moon of Kentucky".
Belland y Larson escribieron también "Big Man", número 3 de las listas en 1958, así como una nueva letra para el viejo tema "Down by the Station", con el que alcanzaron el puesto número 13 en 1960. Cobb también escribió un buen puñado de canciones para la banda, aunque ninguna de ellas logró posicionarse en las listas de éxitos. Sin embargo, años más tarde Cobb acabaría por convertirse en un notable compositor y productor musical que cosechó éxitos para otros artistas, especialmente para The Standells y Brenda Holloway. Soft Cell popularizaron en 1982 el tema de Cobb  "Tainted Love".  Muchos de los arreglos para los discos de The Four Preps fueron realizados por el pianista Lincoln Mayorga compañero y amigo de la escuela de los miembros de la banda.
En 1959, el grupo intervino en la película Gidget. Durante un breve periodo de tiempo, Don Clarke reemplazó a Ingram mientras este finalizaba sus estudios en UCLA. 
En 1960 grabaron un sencillo titulado "More Money for You and Me" a modo de parodia, cuya letra incluía referencias a populares canciones de artistas como The Fleetwoods, The Hollywood Argyles, The Platters, The Four Freshmen, The Kingston Trio y Dion and the Belmonts. 
La última inclusión de la banda en el Billboard Hot 100 fue en 1964, cuando el sencillo "A Letter to The Beatles" se mantuvo tres semanas en lista alcanzando el puesto 85. En 1966, David Somerville, miembro fundador de The Diamonds, entró en el grupo sustituyendo a  Ingram. En 1969, la formación se disolvió debido al desinterés del público por su estilo de música. Belland y Somerville ocasionalmente actuaron como dúo en los años posteriores. 

## Carreras posteriores
Belland continuó escribiendo canciones para otros artistas, así como  guiones para televisión. Produjo además numerosos programas televisivos en los años 70 para Ralph Edwards.  Cobb se convirtió en productor discográfico e ingeniero de audio. became a record producer and sound engineer. Produjo y compuso temas como "Dirty Water" para The Standells en 1966,  "Every Little Bit Hurts " para Brenda Holloway o "Tainted Love" para Gloria Jones, que se convirtió en un enorme éxito internacional de manos de Soft Cell en 1982.  Somerville trabajo en televisión actuando como voz en off. Larson se convirtió en productor de televisión, creador de series como Battlestar Galactica y Knight Rider. 
Durante los años 80, Belland, Cobb, Somerville, y Jim Pike conformaron una nueva formación de los "Four Preps".  En 1993 Jim Yester, exmiembro de The Association, reemplazó a Pike y el grupo pasó a denominarse "New Four Preps".
En 1999 Cobb falleció de leucemia en Honolulu, Hawaii y poco después Ingram falleció de un infarto.
Yester, Belland y Somerville continuaron actuando como trío, interpretando temas de The Four Preps, The Diamonds y The Association.  Somerville falleció el 14 de julio de 2015. 
Las hijas de Belland, Tracey Bryn Belland y Melissa Brooke Belland, siguiendo los pasos de su padre como vocalista, formaron la banda Voice of the Beehive.

## Discografía

### Álbumes de estudio
- 1958: The Four Preps
- 1958: The Things We Did Last Summer
- 1960: Down by the Station
- 1960: The Four Preps on Campus (andere Trackliste als das gleichnamige Album von 1961)
- 1960: Early in the Morning
- 1963: Songs for a Campus Party
- 1963: Campus Confidential
- 1964: How to Succeed in Love

### Recopilatorios
- 1965: The Best of the Four Preps
- 1989: The Capitol Collector’s Series
- 1990: Stop! Baby
- 1997: Back 2 Back Hits